# Nueva Zelanda en la Copa Mundial de Rugby de 1995
La selección neozelandesa fue una de los 20 países participantes de la Copa Mundial de Rugby de 1995 que se realizó en Sudáfrica. Es la última participación de la era aficionada.
Los All Blacks llegaron como favoritos por su plantel lleno de estrellas. Ganaron todos los partidos camino a la final, marcando 39 tries e imponiendo un récord aun imbatible de la mayor victoria: 145–17 contra Japón. Pero en la final del torneo y el clásico más importante de la historia; todo cambió ante los Springboks.

## Plantel
Los tests corresponden al inicio del mundial y la edad a la fecha del partido final.
|                          | Jugador          | Edad    | Posición      | Tests | Equipo                    |
| ------------------------ | ---------------- | ------- | ------------- | ----- | ------------------------- |
| Hookers y Pilares        |                  |         |               |       |                           |
| 3                        | Olo Brown        | 27 años | Pilar         | 18    | Auckland                  |
| 1                        | Craig Dowd       | 25 años | Pilar         | 9     | Auckland                  |
| 2                        | Sean Fitzpatrick | 32 años | Hooker        | 63    | Auckland                  |
|                          | Norm Hewitt      | 26 años | Hooker        | 0     | Southland Stags           |
|                          | Richard Loe      | 35 años | Pilar         | 44    | Canterbury                |
| Segundas líneas          |                  |         |               |       |                           |
| 5                        | Robin Brooke     | 28 años | Segunda línea | 13    | Auckland                  |
| 4                        | Ian Jones        | 28 años | Segunda línea | 38    | North Harbour             |
|                          | Blair Larsen     | 26 años | Segunda línea | 9     | North Harbour             |
| Alas y Octavos           |                  |         |               |       |                           |
| 6                        | Mike Brewer      | 30 años | Ala           | 26    | Canterbury                |
| 8                        | Zinzan Brooke    | 30 años | Octavo        | 28    | Auckland                  |
|                          | Paul Henderson   | 30 años | Ala           | 6     | Southland Stags           |
|                          | Jamie Joseph     | 25 años | Ala           | 15    | Otago Razorbacks          |
| 7                        | Josh Kronfeld    | 24 años | Ala           | 1     | Otago Razorbacks          |
|                          | Kevin Schuler    | 28 años | Octavo        | 2     | North Harbour             |
| Medios scrums            |                  |         |               |       |                           |
| 9                        | Graeme Bachop    | 28 años | Medio scrum   | 24    | Canterbury                |
|                          | Ant Strachan     | 29 años | Medio scrum   | 9     | North Harbour             |
| Aperturas y Centros      |                  |         |               |       |                           |
| 13                       | Frank Bunce      | 33 años | Centro        | 23    | North Harbour             |
|                          | Simon Culhane    | 27 años | Apertura      | 0     | Southland Stags           |
|                          | Alama Ieremia    | 24 años | Centro        | 3     | Wellington Lions          |
| 12                       | Walter Little    | 25 años | Centro        | 26    | North Harbour             |
| 10                       | Andrew Mehrtens  | 22 años | Apertura      | 1     | Canterbury                |
| Fullbacks y Wings        |                  |         |               |       |                           |
|                          | Marc Ellis       | 23 años | Fullback      | 3     | Otago Razorbacks          |
| 11                       | Jonah Lomu       | 20 años | Wing          | 2     | Counties Manukau Steelers |
| 15                       | Glen Osborne     | 23 años | Fullback      | 1     | North Harbour             |
|                          | Eric Rush        | 30 años | Wing          | 0     | North Harbour             |
| 14                       | Jeff Wilson      | 21 años | Wing          | 4     | Otago Razorbacks          |
| Entrenador: Laurie Mains |                  |         |               |       |                           |

## Legado
El equipo es considerado el subcampeón más fuerte en la historia del campeonato, de la era aficionada al menos. Su primera línea (Brown, Dowd y Fitzpatrick) y la línea defensiva (, Lomu y Wilson) son indicadas como las mejores en toda la historia amateur.
En el mundo de este deporte, aquel seleccionado es visto como el subcampeón más recordado y uno de los desempeños ofensivos más poderosos de todos los tiempos. En los videojuegos Rugby World Cup '95 (1994) y Jonah Lomu Rugby (1997): el nivel de Nueva Zelanda es más alto que el de los Springboks.

### Supuesta intoxicación
En 2016 se hizo público, aunque ya se rumoreaba entre los fanáticos del rugby, que los neozelandeses fueron intoxicados antes de la final. Se reveló que la mafia china de Sudáfrica, impulsada por apuestas, utilizó una empleada del hotel llamada Suzie para alterar el té y café.
En 1995 los jugadores kiwis no dijeron nada por respeto a la nueva Sudáfrica, pero el entrenador Mains ordenó una investigación (mantenida en secreta para el público) que reveló la identidad de Suzie y confirmó la intoxicación en varios jugadores, entre ellos Wilson.